# Umberto Melloni
Umberto Melloni (Milano, 1º ottobre 1939) è un ex calciatore italiano, di ruolo terzino destro.

## Carriera
Italiano di nascita, giocò quasi tutta la carriera agonistica in terra francese.
Inizia a giocare nel Racing Club de France, club con cui ottiene due secondi posti nella massima divisione francese nelle stagioni 1960-1961 e 1961-1962.
Dopo aver vinto la Coppa delle Alpi 1962 tra le file degli italiani del Genoa, passa al Cercle Athlétique de Paris con cui disputa la Division 2 1962-1963, terminata con la retrocessione in terza serie.
Nel 1963 torna al Racing Club de France, club con cui retrocede in Division 2 al termine della stagione 1963-1964. Con il club capitolino la stagione seguente tra i cadetti ottiene il dodicesimo posto.
Passa nel 1965 all'Angoulême, con cui disputa altre tre stagioni in cadetteria.
Dal 1967 passa al Mantes, club con cui gioca tre stagioni in terza serie.

## Palmarès

### Competizioni internazionali
- Coppa delle Alpi: 1

Genoa: 1962